# Puiggarina costaricensis
Puiggarina costaricensis är en svampart som beskrevs av Speg. 1919. Puiggarina costaricensis ingår i släktet Puiggarina och familjen Phyllachoraceae.   Inga underarter finns listade i Catalogue of Life.